# ويليام بي. لونش
ويليام بي. لونش (بالإنجليزية: William B. Lynch)‏ هو سياسي أمريكي، ولد في 10 يناير 1943 في نيويورك في الولايات المتحدة.